# Brit Selby
Pour les articles homonymes, voir Selby (homonymie).
Brit Selby (né le 27 mars 1945 à Kingston en Ontario au Canada) est un ancien joueur professionnel de hockey sur glace.

## Carrière en club
Il commence sa carrière avec les Marlboros de Toronto de l'Association de hockey de l'Ontario, aujourd'hui Ligue de hockey de l'Ontario.
En 1964, il est appelé à jouer dans la Ligue nationale de hockey avec les Maple Leafs de Toronto pour pallier la blessure de Ron Ellis. Pour son premier match dans la LNH de sa carrière, il a la tâche de s'occuper et de suivre partout Gordie Howe des Red Wings de Détroit. L'objectif est rempli, Howe ne marque pas un seul but ce soir là et lors de son second match contre les Rangers de New York, Selby inscrit un but au gardien Jacques Plante. Pour son troisième match, contre les Black Hawks de Chicago, il inscrit une nouvelle fois un but, but qui s'avère être le but de la victoire. Malgré ce très beau début, Ellis revenant de blessure, Selby ne jouera plus de la saison dans la LNH.
Il fait réellement ses débuts dans la LNH la saison suivante. Lors de cette première saison officielle, il est élu meilleure recrue de la saison et reçoit le trophée Calder. En 1966-1967, il ne joue que quelques matchs avec les Maple Leafs avant d'être envoyé en ligue mineure. Il rejoint alors les Canucks de Vancouver de la Western Hockey League mais pour son quinzième match de la saison avec les Canucks, il se casse une jambe et ne joue plus de la saison.
En 1967, la Ligue nationale de hockey décide de doubler le nombre de franchises et ainsi, Selby est réclamé par les Flyers de Philadelphie lors du repêchage d'expansion qui va suivre. Avec 30 points au cours de la saison 1967-1968, il connaît son meilleur total personnel. Au cours de la saison suivante, il retourne jouer pour les Maple Leafs prétendant à la Coupe Stanley. Éliminés par les Bruins de Boston, il joue encore au sein de l'équipe pour une saison avant de rejoindre les Blues de Saint-Louis.
En 1972, il décide de rejoindre la nouvelle ligue concurrente de la LNH. Il signe alors pour l'Association mondiale de hockey et les Nordiques de Québec puis pour les Whalers de la Nouvelle-Angleterre quelques matchs après. Il joue ses deux dernières saisons dans la ville de ses débuts avec les Toros de Toronto.
Il met fin à sa carrière en 1975 et réside par la suite dans la ville de Toronto en tant qu'entraîneur de hockey pour des équipes étudiantes de hockey.

## Statistiques
Pour les significations des abréviations, voir Statistiques du hockey sur glace.
| Saison     | Équipe                            | Ligue      |     | Saison régulière | Saison régulière | Saison régulière | Saison régulière | Saison régulière |   | Séries éliminatoires | Séries éliminatoires | Séries éliminatoires | Séries éliminatoires | Séries éliminatoires |
| Saison     | Équipe                            | Ligue      | PJ  | B                | A                | Pts              | Pun              | PJ               | B | A                    | Pts                  | Pun                  |                      |                      |
| 1960-1961  | Marlboros de Toronto              | AHO        | 2   | 0                | 0                | 0                | 0                |                  |   |                      |                      |                      |                      |                      |
| 1961-1962  | Marlboros de Toronto              | AHO        | 3   | 1                | 1                | 2                | 0                |                  |   |                      |                      |                      |                      |                      |
| 1963-1964  | Marlboros de Toronto              | AHO        | 48  | 24               | 28               | 52               | 0                |                  |   |                      |                      |                      |                      |                      |
| 1964-1965  | Marlboros de Toronto              | AHO        | 52  | 45               | 43               | 88               | 0                |                  |   |                      |                      |                      |                      |                      |
| 1964-1965  | Maple Leafs de Toronto            | LNH        | 3   | 2                | 0                | 2                | 2                |                  |   |                      |                      |                      |                      |                      |
| 1965-1966  | Maple Leafs de Toronto            | LNH        | 61  | 14               | 13               | 27               | 26               | 4                | 0 | 0                    | 0                    | 0                    |                      |                      |
| 1966-1967  | Canucks de Vancouver              | WHL        | 15  | 5                | 1                | 6                | 12               |                  |   |                      |                      |                      |                      |                      |
| 1966-1967  | Maple Leafs de Toronto            | LNH        | 6   | 1                | 1                | 2                | 0                |                  |   |                      |                      |                      |                      |                      |
| 1967-1968  | Flyers de Philadelphie            | LNH        | 56  | 15               | 15               | 30               | 24               | 7                | 1 | 1                    | 2                    | 4                    |                      |                      |
| 1968-1969  | Flyers de Philadelphie            | LNH        | 63  | 10               | 13               | 23               | 23               |                  |   |                      |                      |                      |                      |                      |
| 1968-1969  | Maple Leafs de Toronto            | LNH        | 14  | 2                | 2                | 4                | 19               | 4                | 0 | 0                    | 0                    | 4                    |                      |                      |
| 1969-1970  | Maple Leafs de Toronto            | LNH        | 74  | 10               | 13               | 23               | 40               |                  |   |                      |                      |                      |                      |                      |
| 1970-1971  | Maple Leafs de Toronto            | LNH        | 11  | 0                | 1                | 1                | 6                |                  |   |                      |                      |                      |                      |                      |
| 1970-1971  | Blues de Saint-Louis              | LNH        | 53  | 1                | 4                | 5                | 23               | 1                | 0 | 0                    | 0                    | 0                    |                      |                      |
| 1971-1972  | Blues de Kansas-City              | LCH        | 63  | 11               | 24               | 35               | 82               |                  |   |                      |                      |                      |                      |                      |
| 1971-1972  | Blues de Saint-Louis              | LNH        | 6   | 0                | 0                | 0                | 8                |                  |   |                      |                      |                      |                      |                      |
| 1972-1973  | Nordiques de Québec               | AMH        | 7   | 0                | 1                | 1                | 4                |                  |   |                      |                      |                      |                      |                      |
| 1972-1973  | Whalers de la Nouvelle-Angleterre | AMH        | 65  | 13               | 29               | 42               | 48               | 13               | 3 | 4                    | 7                    | 13                   |                      |                      |
| 1973-1974  | Toros de Toronto                  | AMH        | 64  | 9                | 17               | 26               | 21               | 10               | 1 | 3                    | 4                    | 2                    |                      |                      |
| 1974-1975  | Toros de Toronto                  | AMH        | 17  | 1                | 4                | 5                | 0                |                  |   |                      |                      |                      |                      |                      |
| Totaux AMH | Totaux AMH                        | Totaux AMH | 153 | 23               | 51               | 74               | 73               | 23               | 4 | 7                    | 11                   | 15                   |                      |                      |
| Totaux     | Totaux                            | Totaux     | 347 | 55               | 62               | 117              | 171              | 16               | 1 | 1                    | 2                    | 8                    |                      |                      |